# 長沢の戦い
長沢の戦い（ながさわのたたかい）とは、応安3年（1370年）3月16日に斯波義将と桃井直常との間で行われた戦い。
桃井直常は観応の擾乱以来長年にわたって越中を拠点に足利将軍家と対立した将であったが、この長沢の戦いで大敗を喫したことによって越中における拠点を失った。

## 背景

### 桃井直常の登場までの越中
14世紀初頭、後醍醐天皇は鎌倉幕府を打倒するべく元弘の乱を起こし、足利尊氏らの寝返りもあって1333年（元弘3年）5月には鎌倉幕府を滅ぼすに至った。鎌倉幕府を打倒した後醍醐天皇は建武の新政を始めたものの、諸国の武士の反発を招いて1335年（建武2年）には中先代の乱が起こるに至った。『太平記』によると、この時越中では「野尻・井口・長沢・倉満の者共」が名越時兼に味方したとされる。
北条時行・名越時兼らの蜂起は短期間で平定されたものの、越中の武士団は引き続き後醍醐政権と敵対を続けた。同年11月27日には足利尊氏による建武の乱と連動して、「越中の守護普門蔵人利清・並に井上・野尻・長沢・波多野の者共」が越中国司の中院少将定清を殺害するという事件を起こしたと『太平記』に記される。
以上のように、鎌倉幕府や後醍醐政権といった中央の支配に抗い続けた「井口・野尻・長沢」といった武士団が、後述する桃井直常の主な支持層となる。

### 桃井直常と幕府の戦闘
一方、足利尊氏は1336年（建武3年）6月までに京を制圧し、室町幕府を樹立していた。しかし1344年（康永3年）には東大寺領の違乱行為によって井上俊清が守護職を解かれ、代わって桃井直常が新たな越中守護職に任命された。越中国に入った桃井直常は越中国人の支持を集め、観応の擾乱が勃発すると足利直義派の急先鋒として各地を転戦した。上洛した桃井直常は一時京を占領することに成功したものの、勢力を盛り返した足利義詮に破れて信濃に落ち延びた。
京からの敗走後、桃井直常は『太平記』によると1362年（康安2年）に信濃国から越中国に戻って再度挙兵し、この時「野尻・井口・長倉・三沢」ら越中国人が馳せ参じたという。これを受けて、将軍足利義詮は同年正月23日に「桃井中務少輔以下凶徒」を討伐するよう能登の武士に命じ、また2月9日には越中守護斯波高経被官の二宮貞光（円阿）に「直常已下凶徒」の退治を命じた。
1363年（貞治2年）、越中の諸将を招集した桃井直常は石動山城を拠点に能登国に侵攻し、5月には石動山一帯で桃井軍と幕府軍との間で合戦が繰り広げられた。しかし同年7月ごろには能登国の桃井方最後の拠点であった木尾城が陥落し、更に直常の弟直弘も投降してしまったこともあり、戦況の悪化した桃井直常は一時越中を離れるに至った。
1366年（貞治5年）には貞治の変によって細川頼之が管領に起用され、この政変をきっかけとして桃井直常の弟直信が越中守護に起用された。しかし、1367年（貞治6年）末には足利義詮の死を受けて再び桃井直常が幕府に反旗を翻して越中に下向し、新たに越中守護斯波義将・能登守護吉見氏頼・加賀守護富樫昌家が桃井一族を討伐することになった。
こうして、長年にわたって越中を支配してきた桃井直常は幕府の任命した越中・加賀・能登の三守護に包囲されることとなってしまった。1369年（応安2年）、桃井直常は越中に攻め込んだ能登守護吉見氏頼を撤退に追い込むことに成功したが、残る越中・加賀両守護に捕捉され長沢の戦いが起こることとなる。

## 戦闘
長沢の戦いに言及する同時代史料は『花営三代記』のみで、同書応安三年三月条には下記のように記される。
『花営三代記』の記述によると、応安3年3月5日に桃井直和と桃井伊与守が越中国長沢に進出したため、これに対して越中守護斯波義将と加賀守護富樫昌家らも出陣した。こうして同月16日に長沢において両軍の間で合戦が繰り広げられ、桃井方は主将である桃井直和・桃井伊与守が戦死する大敗を喫した。その2日後には桃井方の拠点であった新川郡の松倉城も攻められ、ある者は幕府に降り、ある者は逃げ去って陥落したという。
以上が『花営三代記』の伝える長沢の戦いのあらましであるが、この他にも断片的な記録がこの戦闘について触れている。まず、富山市大塚の法蔵寺境内にある五輪塔には「右馬頭源直和　伊予守源□清　応安三年四月廿二日」と刻まれている。この碑文により、3月16日の戦闘で戦死した桃井直和・桃井□清（直清？）は同年4月22日に法蔵寺で供養されたことが分かる。
また、「越中国石黒系図」は石黒光顕という人物に「応安二年於越中長沢、与桃井直信一味討死」と注釈し、またその息子光胤についても「与父同討死了」記している。更に、石黒光顕の再従兄弟にあたる光雄には「応安二年属波義将、抽軍功」と記され、光顕・光胤の系統が断絶したのに対し光雄の系統が残ったとする。この記述により、長沢の戦いにおいて光顕・光胤は桃井方として、光雄は斯波方として参戦し、前者は父子ともに戦死して断絶し、勝者となった後者が家を残したことが分かる。史料上には明記されないが、石黒・井口・野尻・長沢といった桃井に協力してきた越中武士団も同様に一連の敗戦で宗家が没落し、分家筋のみが残ったものと推定される。

## 戦後
応安3年3月の一連の戦闘によって桃井直常は越中における拠点を失ってしまい、飛騨国に逃れざるを得なくなった。1371年（応安4年）7月、桃井直常は飛騨国の姉小路家綱の協力を得て礪波郡北部五位荘で合戦を繰り広げるも失敗し、この年を以て直常の消息は不明となる。
桃井直常の最期については信頼できる史料に記録がなく諸説あるが、現在でも富山県内に桃井直常の墓所とされる地がいくつか残されている。